# Waikersreuth
Waickersreuth (fränkisch: Waigasch-raid) ist ein Gemeindeteil der Gemeinde Kammerstein im Landkreis Roth (Mittelfranken, Bayern). Walkersreuth liegt in der Gemarkung Unterreichenbach.

## Geografie
Nördlich des Dorfes grenzt das Flurgebiet „Im Irrlbach“ an, im Osten das Flurgebiet „Am Kammersteiner Weg“. 0,25 km nordwestlich liegt das Waldgebiet „Romlohe“, 0,5 km südöstlich liegt die Raststätte „Kammersteiner Land“ an der Bundesautobahn 6. Eine Gemeindeverbindungsstraße führt nach Volkersgau (1,4 km westlich) bzw. zu einer Gemeindeverbindungsstraße bei Oberreichenbach (1 km nordöstlich).

## Geschichte
Im 13. Jahrhundert bestand Waikersreuth aus 4 Ganzhöfen. 1313 wurde der Ort im Lehensverzeichnis des Ramung IV. von Kammerstein als „Weichersreut“ erstmals urkundlich erwähnt. Der Ortsname hat als Bestimmungswort den Personennamen des Gründers Wîkher (Wighard) und als Grundwort -reuth, d. h. „Zur Rodung des Wîkher“. Die Burggrafschaft Nürnberg hatte im Ort Ansprüche, in deren Nachfolge die Markgrafschaft Ansbach. Im markgräflichen Salbuch von 1434 wurden für „Weyckersrewet“ 3 Güter und das Hirtenhaus angegeben. Daneben gab es noch ein fremdherrisches Gut. Im Jahr 1530 waren die Besitzverhältnisse unverändert. 1732 gab es laut den Oberamtsbeschreibungen von Johann Georg Vetter in Waickersreuth 4 Anwesen, von denen 3 Anwesen dem Kastenamt Schwabach und 1 Anwesen einem Nürnberger Hintersassen unterstanden.
Gegen Ende des 18. Jahrhunderts gab es in Waickersreuth 5 Anwesen und ein Gemeindehirtenhaus. Das Hochgericht übte das brandenburg-ansbachische Oberamt Schwabach aus. Die Dorf- und Gemeindeherrschaft hatte das Kastenamt Schwabach. Grundherren waren das Kastenamt Schwabach (3 Ganzhöfe, 1 Gütlein) und der Nürnberger Eigenherr von Volckamer (1 Ganzhof). Von 1797 bis 1808 unterstand der Ort dem Justiz- und Kammeramt Windsbach. 1804 gab es im Ort weiterhin 5 Anwesen, die den gleichen Grundherrn unterstanden.
Im Rahmen des Gemeindeedikts wurde 1808 Waickersreuth dem Steuerdistrikt Unterreichenbach und der 1818 gebildeten Ruralgemeinde Unterreichenbach zugeordnet, die am 9. Juni 1960 nach Volkersgau umbenannt wurde, nachdem Unterreichenbach nach Schwabach eingemeindet wurde. Am 1. Mai 1978 wurde Waickersreuth im Zuge der Gebietsreform in Bayern nach Kammerstein eingegliedert.

## Einwohnerentwicklung
| Jahr      | 001818 | 001840 | 001861 | 001871 | 001885 | 001900 | 001925 | 001950 | 001961 | 001970 | 001987 |
| Einwohner | 37     | 51     | 42     | 41     | 38     | 31     | 45     | 59     | 35     | 34     | 46     |
| Häuser    | 8      | 6      |        |        | 6      | 9      | 8      | 9      | 7      |        | 13     |
| Quelle    | [ 15 ] | [ 16 ] | [ 17 ] | [ 18 ] | [ 19 ] | [ 20 ] | [ 21 ] | [ 22 ] | [ 23 ] | [ 24 ] | [ 1 ]  |

## Religion
Der Ort ist seit der Reformation evangelisch-lutherisch geprägt und bis heute nach St. Georg (Kammerstein) gepfarrt. Die Katholiken sind nach St. Sebald (Schwabach) gepfarrt.